# 26e régiment d'infanterie « prince Léopold d'Anhalt-Dessau » (1er régiment d'infanterie magdebourgeois)
Pour les articles homonymes, voir 26e régiment.
Le 26e régiment d'infanterie « prince Léopold d'Anhalt-Dessau » (1er régiment d'infanterie magdebourgeois) est une unité d'infanterie de l'armée prussienne.

## Histoire
L'unité est créée le 5 juillet 1813 (jour de la fondation) sous le nom de régiment d'infanterie de l'Elbe et reçoit le 25 mai 1815 la désignation de 26e régiment d'infanterie. Le régiment est subordonné au 4e corps d'armée de 1820 à 1914 - pendant toute cette période, il fait partie de la 7e division d'infanterie et jusqu'en 1851 la 7e (de) puis la 13e brigade d'infanterie (de).
Le col et le numéro du régiment des uniformes sont rouges, les revers bleu clair, le rabat bleu foncé et le rabat d'épaule blanc.
Le régiment participe à la bataille de Gross Beeren et à la guerre austro-prussienne en 1866.
En 1914, le régiment déménage dans la caserne Anger (de) spécialement construit à Magdebourg.

## Commandants
| Grade                 | Nom                                              | Date                                                     |
| --------------------- | ------------------------------------------------ | -------------------------------------------------------- |
|                       | Heinrich von Reuß                                | 1813                                                     |
| Oberstleutnant/Oberst | Ludwig von Rohr (de)                             | 24 mai 1816 au 29 mars 1832                              |
| Oberstleutnant        | Friedrich von Uechtritz-Steinkirch (de)          | 30 mars au 23 décembre 1832 (chargé de la direction)     |
| Oberstleutnant/Oberst | Friedrich von Uechtritz-Steinkirch               | 24 décembre 1832 au 20 mars 1839                         |
| Oberstleutnant        | Karl Ludwig von Pritzelwitz (de)                 | 29 mars 1839 au 27 janvier 1840 (chargé de la direction) |
| Oberstleutnant/Oberst | Karl Ludwig von Pritzelwitz                      | 28 janvier 1840 au 10 mars 1843                          |
| Oberstleutnant        | Karl von Schlieffen (de)                         | 22 mars 1843 au 29 mars 1844 (chargé de la direction)    |
| Oberst                | Karl von Schlieffen                              | 30 mars au 21 octobre 1844                               |
| Oberst                | Friedrich Wilhelm Malotki von Trzebiatowski (de) | 2 novembre 1844 au 2 août 1848                           |
| Oberst                | Ferdinand von Kusserow                           | 3 août 1848 au 3 décembre 1849                           |
| Oberstleutnant/Oberst | Karl Schenck zu Schweinsberg (de)                | 4 décembre 1849 au 25 octobre 1854                       |
| Oberstleutnant/Oberst | Robert von Eberstein (de)                        | 26 octobre 1854 au 28 octobre 1857                       |
| Oberstleutnant/Oberst | Eduard von Dresler und Scharfenstein (de)        | 29 octobre 1857 au 6 juin 1861                           |
| Oberstleutnant/Oberst | Gebhard von Kotze                                | 22 juin 1861 au 3 avril 1866                             |
| Oberstleutnant/Oberst | Alexander von Medem                              | 3 avril 1866 au 18 mai 1867                              |
| Oberst                | Cyrus von Schmeling (de)                         | 18 mai 1867 au 8 janvier 1872                            |
| Oberstleutnant        | Bernhard von Puttkamer (de)                      | 9 janvier au 13 mars 1872 (chargé de la direction)       |
| Oberstleutnant/Oberst | Bernhard von Puttkamer                           | 14 mars 1872 au 15 septembre 1873                        |
| Oberst                | Rudolf von Oppeln-Bronikowski                    | 18 septembre 1873 au 20 octobre 1879                     |
| Oberst                | Hermann von Blomberg                             | 21 octobre au 10 décembre 1879 (chargé de la direction)  |
| Oberst                | Hermann von Blomberg                             | 11 décembre 1879 au 13 juillet 1885                      |
| Oberstleutnant        | Viktor von Lignitz (de)                          | 14 juillet au 2 décembre 1885 (chargé de la direction)   |
| Oberst                | Viktor von Lignitz                               | 3 décembre 1885 au 16 avril 1888                         |
| Oberst                | Wilhelm Malotki von Trzebiatowski (de)           | 17 avril au 12 juillet 1888                              |
| Oberst                | August von Bomsdorff                             | 13 juillet 1888 au 26 janvier 1890                       |
| Oberst                | Wilhelm von dem Knesebeck (de)                   | 27 janvier 1890 au 26 janvier 1893                       |
| Oberst                | Karl Runkel                                      | 27 janvier 1893 au 21 octobre 1894                       |
| Oberst                | Eugen von Steuben (de)                           | 27 octobre 1894 au 18 mars 1896                          |
| Oberst                | Conrad von Werneburg (de)                        | 19 mars 1896 au 17 avril 1899                            |
| Oberst                | Hugo von Kropff                                  | 18 avril 1899 au 17 avril 1901                           |
| Oberst                | Alexander von Seydlitz-Kurzbach (de)             | 18 avril 1901 au 18 juin 1902                            |
| Oberstleutnant/Oberst | Erich von Schon                                  | 19 juin 1902 au 15 octobre 1906                          |
| Oberstleutnant/Oberst | Ferdinand von Trossel                            | 16 octobre 1906 au 19 avril 1910                         |
| Oberst                | Carl von Harbou                                  | 20 avril 1910 au 21 mars 1912                            |
| Oberst                | Max von Wienskowski                              | 22 mars 1912 au 26 janvier 1914                          |
| Oberst                | Max von Schuckmann                               | 27 janvier au 26 septembre 1914                          |
| Oberstleutnant        | Wilhelm Hundrich                                 | 27 septembre au 20 novembre 1914                         |
| Oberst                | Max von Schuckmann                               | 21 novembre au 26 décembre 1914                          |
| Oberstleutnant        | Willy von Livonius (de)                          | 26 décembre 1914 au 4 août 1915                          |
| Oberstleutnant/Oberst | Paul Grautoff (de)                               | 4 août 1915 au 2 février 1917                            |
| Major                 | Albrecht von Leesen                              | 2 février au 2 novembre 1917                             |
| Major                 | Friedbert Lademann                               | 2 novembre au 21 décembre 1917                           |
| Major                 | Leopold Heistermann von Ziehlberg                | 21 décembre 1917 au 5 février 1919                       |
| Oberstleutnant        | Gustav Faelligen (de)                            | 5 février au 30 septembre 1919                           |